# Janolin
Janolin [pronunciación en polaco: /jaˈnɔlin/] es un pueblo ubicado en el distrito administrativo de Gmina Rawa Mazowiecka, dentro del Distrito de Rawa, Voivodato de Łódź, en Polonia central. Se encuentra aproximadamente a 7 kilómetros al noroeste de Rawa Mazowiecka y a 51 kilómetros al este de la capital regional Łódź.